# Міст Генерала Рафаеля Урданети
Міст Генерала Рафаеля Урданети — розташований на виході з озера Маракайбо, у Західній Венесуелі. Міст з'єднує Маракайбо з більшою частиною іншої країни. Названий на честь генерала Рафаеля Урданети, венесуельського героя у війні за незалежність.

## Проєктування та будівництво
Виготовлений з армованого і попередньо напруженого бетону, вантовий міст тягнеться на 8 678 метрів (5,392 миля) від берега до берега. П'ять основних прольотів, кожний має довжину 235 метрів (771 фут). Вони підтримуються 92-метровими пілонами, і забезпечують 46 метрів (151 фут) висоту мосту над водою.
Конкурс на проєктування моста почався в 1957 році і був виграний Ріккардо Моранді, італійським інженером. Будівництво велося кількома компаніями, зокрема Грюн & Бильфингер, Джуліус Бергер, Bauboag АГ, Філіп Хольцманн АГ, Precomprimido С. А..

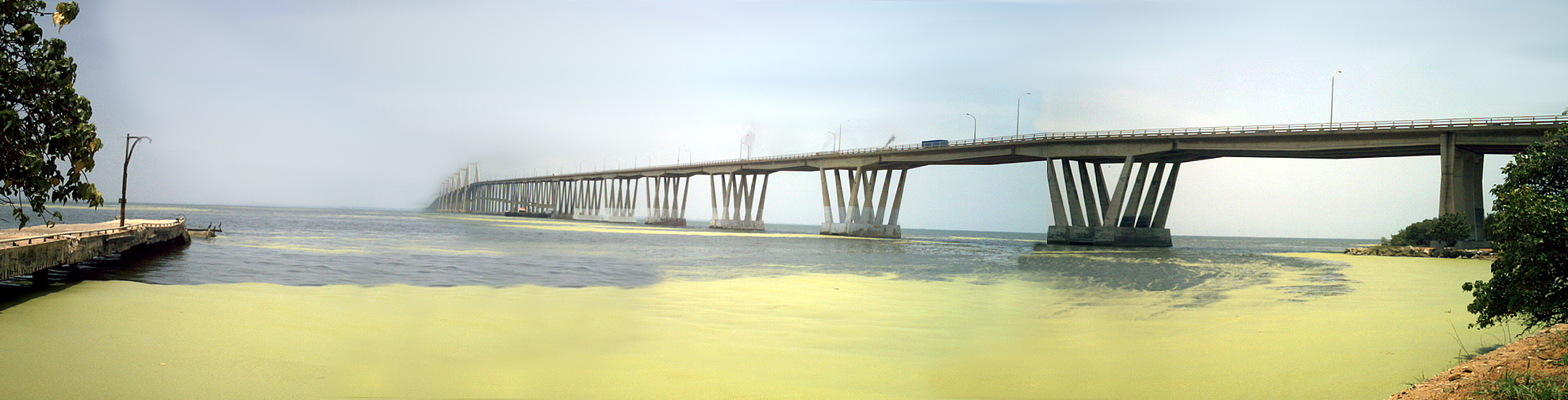
Панорама мосту

## Історія
Він був відкритий 24 серпня 1962 року тодішнім президентом Венесуели Ромулом Бетанкуром.
У квітні 1964 року, частина мосту впала після зіткнення з танкером « Esso Maracaibo», в результаті чого загинули семеро осіб.